# Филип III (Ханау-Мюнценберг)
Вижте пояснителната страница за други личности с името Филип III.
Филип III фон Ханау-Мюнценберг (на немски: Philipp III von Hanau-Münzenberg) е граф на Ханау-Мюнценберг (1529 – 1561).

## Биография
Роден е на 30 ноември 1526 година в Ханау. Той е вторият син на граф Филип II фон Ханау-Мюнценберг (1501 – 1529) и на графиня Юлиана фон Щолберг (1506 – 1580), дъщеря на граф Бото фон Щолберг (1467 – 1538).
На три години Филип III наследява графството Ханау-Мюнценберг. Той следва заедно с по-малкия му брат Райнхард фон Ханау (1528 – 1554) до 1541 г. в университетите в Майнц и Инголщат. По-късно следва и във Франция.
Умира на 14 ноември 1561 година в Ханау на 34-годишна възраст. Погребан е в църквата „Св. Мария“ в Ханау.

## Фамилия
Филип III се жени на 22 ноември 1551 г. за Хелена фон Пфалц-Зимерн (1532 – 1579), дъщеря на пфалцграф и херцог Йохан II фон Зимерн (1492 – 1557) от род Вителсбахи и Беатрикс фон Баден (1492 – 1535). Те имат пет деца:
- Филип Лудвиг I (* 21 ноември 1553, † 4 февруари 1580)
- Доротея (* 4 февруари 1556, † 5 септември 1638), омъжена два пъти
- Вилхелм Райнхард (* 28 септември 1557, † 17 февруари 1558)
- Йохан Филип (* 6 ноември 1559, † 22 април 1560)
- Мария (* 20 януари 1562, † 15 февруари 1605), умира неомъжена.